# Creator de modă
Un creator de modă (în engleză fashion designer) este o persoană care se ocupă de schițarea și crearea unor noi modele de piese vestimentare. Un creator de modă creează concepte stilistice noi și modele unice de haine, care fac tendințele în funcție de sezon, în lumea modei.